# Rolly Goldring
Rollit James Goldring, detto Rolly (Whitchurch-Stouffville, 14 aprile 1937 – Toronto, 31 ottobre 2017), è stato un cestista canadese.

## Carriera
Con il Canada ha disputato i Giochi di Tokyo 1964, il Torneo Pre-Olimpico FIBA 1964. È tra i membri della Hall of Fame dell'Università di Toronto.